# District de Sainte-Menehould
Le district de Sainte-Menehould est une ancienne division territoriale française du département de la Marne de 1790 à 1795.
Il était composé des cantons de Sainte Menehould, Auve, Mard sur le Mont, Mont sur Aisne, Pont sur Aine, Sommepy, Verrieres, Vienne sur Bienne et Ville sur Tourbe.